# Janusz Szmyt
Janusz Stanisław Szmyt – polski leśnik, doktor habilitowany nauk rolniczych, profesor na Uniwersytecie Przyrodniczym w Poznaniu, specjalista od hodowli lasu.

## Kariera naukowa
W 1997 roku na Uniwersytecie Przyrodniczym w Poznaniu uzyskał tytuł magistra inżyniera. W 2004 roku na Wydziale Leśnym tej samej uczelni uzyskał stopień doktora nauk rolniczych w zakresie leśnictwa na podstawie rozprawy pt. Wpływ więźby początkowej i wieku na kształtowanie się poziomego rozmieszczenia drzew w niepielęgnowanych drzewostanach sosnowych, świerkowych i dębowych, której promotorem był Jerzy Modrzyński. W tym samym roku został zatrudniony na tejże uczelni, a w 2019 roku uzyskał na niej stopień doktora habilitowanego nauk rolniczych w dyscyplinie nauk leśnych na podstawie pracy pt. Ocena dynamiki struktury drzewostanów sosnowych (Pinus sylvestris L.) objętych różnym postepowaniem hodowlanym.